# European Green Capital Award

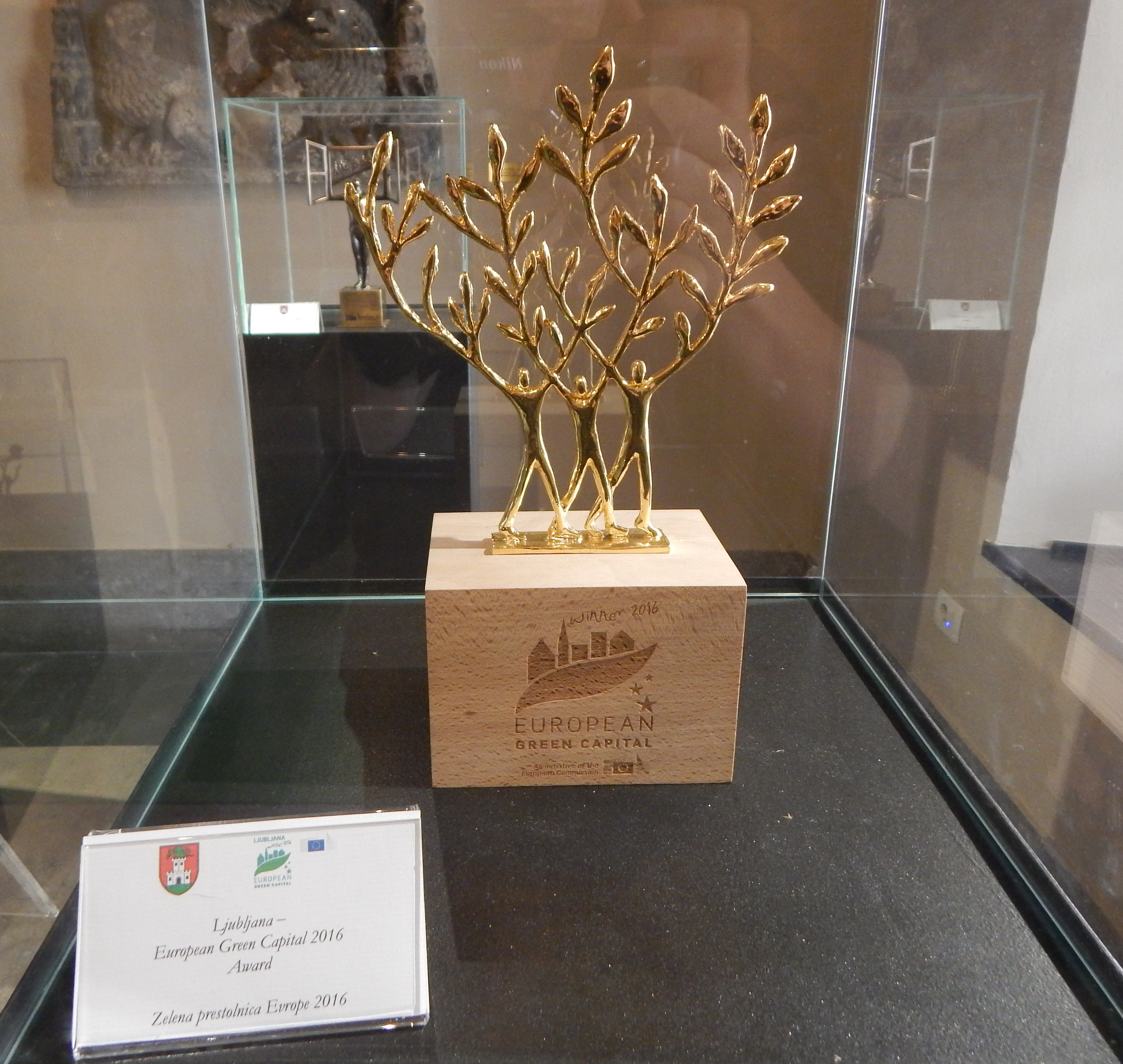
Prezentarea premiului Capitală Europeană Europeană la Ljubljana în 2016.

Premiul European Green Capital Award este un premiu pentru un oraș european bazat pe înregistrările sale de mediu. Premiul a fost lansat pe 22 mai 2008, iar primul premiu a fost acordat Stockholmului pentru anul 2010. Comisia Europeană a recunoscut de mult rolul important pe care îl joacă autoritățile locale în îmbunătățirea mediului și nivelul lor ridicat de angajament față de progresul real. Premiul Capitală Verde Europeană a fost conceput ca o inițiativă de promovare a acestor eforturi.

## Procesul de atribuire
Începând din 2010, un orașaș european este selectat în fiecare an ca Capitală Verde Europeană a anului. Premiul este acordat unui oraș care:
- Are o înregistrare consecventă a atingerii standardelor ridicate de mediu;
- Este angajat să atingă obiective în curs de desfășurare și ambițioase pentru îmbunătățirea în continuare a mediului și dezvoltarea durabilă;
- Poate acționa ca un model pentru a inspira alte orașe și pentru a promova cele mai bune practici în toate celelalte orașe europene.

## Eligibilitate
Toate orașele din Europa cu peste 100.000 de locuitori pot fi un candidat la Capitala Verde Europeană. Premiul este deschis statelor membre ale UE, țărilor candidate la UE, Islanda, Liechtenstein, Norvegia și Elveției. În țările în care nu există un oraș cu mai mult de 100.000 de locuitori, cel mai mare oraș este eligibil pentru a aaplica. Dacă este cazul, orașele pot aplica fie pentru EGCA, fie pentru EGL, dar nu pentru ambele, într-un anumit an.
Intrările sunt evaluate pe baza a 12 indicatori: contribuția locală la schimbările climatice globale, transport, zone urbane verzi, zgomot, producția și gestionarea deșeurilor, natura și biodiversitatea, aerul, consumul de apă, tratarea apelor uzate, eco-inovarea și ocuparea forței de muncă durabile, managementul de mediu al autorității locale și performanța energetică.
Titlul este acordat de un juriu internațional susținut de un grup de presupuși experți în diferite domenii de mediu. 

## Istorie
Ideea unei capitale verzi europene a fost concepută inițial la o întâlnire din mai 2006 la Tallinn, Estonia .  Premiul este rezultatul unei inițiative luate de 15 orașe europene ( Tallinn, Helsinki, Riga, Vilnius, Berlin, Varșovia, Madrid, Ljubljana, Praga, Viena, Kiel, Kotka, Dartford, Tartu și Glasgow ) și Asociația orașelor din Estonia, care a prezentat așa-numitul Memorandum de la Tallinn la Comisia Europeană, propunând înființarea unui premiu care să recompenseze orașele care conduc calea în viața urbană ecologică. Premiul a fost lansat oficial pe baza uneei inițiative a Comisiei Europene în mmai 2008, iar în fiecare an un oraș european este selectat ca Cappitală Verde Europeană. 

### Câștigători
- 2010: Stockholm
- 2011: Hamburg
- 2012: Vitoria-Gasteiz
- 2013: Nantes
- 2014: Copenhaga
- 2015: Bristol
- 2016: Ljubljana
- 2017: Essen
- 2018: Nijmegen
- 2019: Oslo
- 2020: Lisabona
- 2021: Lahti
- 2022: Grenoble
- 2023: Tallinn
- 2024: Valencia
- 2025: Vilnius

## Frunza verde europeană
După succesul premiului European Green Capital Award (EGCA), multe orașe mai mici au căutat recunoașterea UE pentru eforturile și angajamentul lor în domeniile durabilității și mediului. Ca răspuns, Comisia Europeană a lansat o inițiativă pilot European Green Leaf (EGL) în 2015. Concurența European Green Leaf vizează orașele între 20.000 și 100.000 de locuitori, recunoscându-și angajamentul față de rezultate ecologice mai bune, cu un accent deosebit pe eforturile care generează creștere ecologică și noi locuri de muncă.
Obiectivele Foaiei Verzi Europene sunt trei:
- Să recunoască orașele care demonstrează un bun record de mediu și angajamentul de a genera creștere ecologică;
- Să încurajeze orașele să dezvolte activ conștientizarea și implicarea cetățenilor în materie de mediu;
- Identificarea orașelor capabile să acționeze ca „ambasador verde” și încurajarea altor orașe să progreseze către rezultate mai bune ale durabilității.

Frunza verde europeană va fi prezentată anual de către Comisia Europeană în coroborare cu Premiul Capitalei Verzi Europene începând cu 2015, ca o ștampilă de aprobare pentru orașele mai mici, crescând mai verde!

### Câștigători
- 2015: Mollet del Vallès
- 2015: Torres Vedras
- 2017: Galway
- 2018: Leuven
- 2018: Växjö
- 2019: Cornellà de Llobregat
- 2019: Horst aan de Maas
- 2020: Limerick
- 2020: Mechelen
- 2021: Lappeenranta
- 2021: Gabrovo
- 2022: Valongo
- 2022: Winterswijk
- 2024: Helsingør
- 2024: Velenje
- 2025: Viladecans
- 2025: Treviso